# گنجور
گنجور مجموعه‌ای برخط از اشعار شاعران پارسی‌گوی است. در این وبگاه می‌توان براساس شاعر یا شعر جست‌وجو کرد. اشعار خود را آزاد و رایگان منتشر می‌کند و به صورت غیرانتفاعی و با کمک‌های مردمی مدیریت می‌شود. منابع مورد استفاده نیز از منابع آزاد و در دسترس همگان هستند.

## تاریخچه
این وبگاه در ابتدا به عنوان زیرمجموعه‌ای از وبگاه طراحش وجود داشت. نام اولیهٔ آن «گنج ادب» و شامل دیوان کامل حافظ، رباعیات خیام، شاهنامهٔ فردوسی و مثنوی مولوی بود. برای وارد کردن اشعار به آن از نرم‌افزار دُرج استفاده می‌شد. نرم‌افزار درج تحت قانون حمایت از مؤلفان بود و برای همین از آن امکان استفادهٔ آزاد وجود نداشت. برای حل این مشکل از مجموعهٔ آزاد و متن‌باز «ری‌را» برای هستهٔ اولیهٔ گنجور استفاده شد. پس از انتقال مجموعه اشعار «ری‌را» به دامنهٔ گنجور، این وبگاه شروع به گسترش کرد.
این مجموعه در ابتدا به کمک نرم‌افزار مدیریت محتوای وردپرس راه‌اندازی شده بود و از سال ۱۴۰۰ به بعد به پشتوانهٔ نرم‌افزار اختصاصی بازمتن خود کار می‌کند.

## طرز کار
مجموعهٔ «ری‌را» خود شامل انبوهی از اشعار فارسی بود و این کار را برای تشکیل گنجور آسان کرد. برای گسترش گنجور، مدیران آن از نرم‌افزار اوسی‌آر استفاده کردند. در این سیستم هر بیت شعر به وسیلهٔ اسکنر اسکن شده و تصویر در وبگاه قرار می‌گیرد. سپس عموم فارسی‌زبانان با ورود به وبگاه، متنی را که می‌بینند وارد می‌کنند. برای هر بیت شعر، حداقل سه مرحله از این کار انجام می‌شود تا خطا در کار به حداقل برسد.

## امکانات و ویژگی‌ها
سایت گنجور امکانات زیر را برای کاربرانش فراهم آورده است:
- جست‌وجو براساس شاعر، شعر، دیوان و وزن به نشانی: https://ganjoor.net/vazn/
- شنیدن اجرای صوتی هر شعر همگام با دیدن متن. این امکان در رباعیات خیام با صدای داوود ملک‌زاده و غزلیات سعدی با صدای حمیدرضا محمدی و غزل‌های حافظ با صدای سهیل قاسمی فراهم شده و در بقیه کتاب‌ها نیز قابل تکمیل است.
- امکان جست‌وجوی کلمات مشکل از طریق لغتنامهٔ دهخدا به صورت برخط[۱۱]
- امکان رؤیت یک بیت تصادفی
- امکان ایجاد حاشیه در کنار اشعار
- قرار دادن کدهای شعرها در وبگاه‌ها با تذهیب[۱۲]
- تمام نرم‌‌افزارها و بانکهای‌اطلاعاتی مرتبط با گنجور به صورت متن‌باز به صورت عمومی در دسترس مردم است

## نرم‌افزار گنجور رومیزی
در تازه‌ترین نسخه این نرم‌افزار که با مجوز جی‌پی‌ال منتشر می‌شود، امکان مشاهدهٔ آثار بیش از هفتاد شاعر پارسی‌گوی به صورت رایگان و برون‌خط (آفلاین) وجود دارد. در نوشتن این نرم‌افزار از سی‌شارپ و قابلیت‌های دات. نت نسخه ۳ استفاده شده است. پایگاه داده برای ذخیرهٔ اشعار اس‌کیواِل‌لایت است. متن‌باز بودن این نرم‌افزار، امکان طراحی نرم‌افزارهای مشابه را فراهم کرده است. این نرم‌افزار در حال حاضر فقط روی ویندوز کار می‌کند. برای لینوکس و مک‌اواس می‌توان از نرم‌افزار ساغر و برای اندروید می‌توان از نرم‌افزار دریای سخن استفاده کرد.

## جوایز و تقدیرها
سایت گنجور در اولین «جشنواره تارنماهای ایران‌شناسی» که در بنیاد ایران‌شناسی برگزار شد، به عنوان برگزیدهٔ جایگاه دوم در بخش حقیقی شناخته شد.